# La Haye-Piquenot
La Haye-Piquenot est une ancienne commune française du département du Calvados. 
En 1831, la commune est supprimée et rattachée, avec Notre-Dame-de-Blagny et Rieu, à Baynes, commune également supprimée en 1965 et intégrée à Sainte-Marguerite-d'Elle.